# Міліщук Назар Геннадійович
Назар Геннадійович Міліщук (нар. 5 червня 1986) — український футболіст, нападник.

## Життєпис
З 2006 по 2008 рік виступав за футзальний клуб «Каменяр-Термопласт» (Дрогобич). У 2008 році перейшов у футбол, спочатку виступав за аматорські колективи «Княжа» (Добромиль) та «Нафтуся» (Східниця) з чемпіонату Львівської області. У 2009 році підписав перший професіональний контракт, з «Енергетиком». Дебютував за бурштинський колектив 9 серпня 2008 року в програному (0:4) виїзному поєдинку 4-о туру Першої ліги чемпіонату України проти «Севастополя». Назар вийшов на 83-й хвилині, замінивши Романа Степанова. Єдиним голом у складі «Енергетика» відзначився 27 вересня 2009 року на 4-й хвилині переможного (2:1) домашнього поєдинку 12-о туру Першої ліги проти овідіопольського «Дністра». Міліщук вийшов на поле в стартовому складі та відіграв увесь матч. У команді відіграв півтора сезони, за цей час у футболці «Енергетика» зіграв 34 матчі (1 гол) у Першій лізі, ще 2 поєдинки провів у кубку України.
У 2011 році виступав в аматорському чемпіонаті України за ФК «Самбір». Наступний сезон провів в аматорському ФК «Миколаїв», проте вже незабаром повернувся до професіонального футболу, підписавши контракт з дніпродзержинською «Сталлю». Заграти в новому клубі не зумів й вже незабаром залишив розташування команди та повернувся до ФК «Миколаїв». У 2014 році виїхав до Польщі, де підписав контракт з клубом четвертої ліги місцевого чемпіонату ЛКС «Сава», за який у чемпіонаті провів 3 поєдинки. У 2015 році повернувся до ФК «Миколаїв». Того ж року спробував повернутися до професіонального футболу, підписавши контракт з НК «Верес». Дебютував за нову команду 22 липня 2015 року в програному (0:1) виїзному поєдинку попереднього раунду кубку України проти київського «Арсеналу». Назар вийшов на поле в стартовому складі, а на 46-й хвилині його замінив Богдан Скоцький. У Другій лізі дебютував за рівнян 26 липня 2015 року в переможному (1:0) виїзному поєдинку 1-о туру проти стрийської «Скали». Міліщук вийшов на поле в стартовому складі, а на 57-й хвилині його замінив Артем Цурупін. У липні-серпні 2015 року у футболці «Вереса» зіграв з матчі в Другій лізі та 1 поєдинок у кубку України. Після чого залишив «Верес» та знову виїхав до Польщі. Восени 2015 року виступав за «Крешовію» в Клясі А, а навесні 2016 року грав у третій лізі за «Волчанку» (13 матчів, 1 гол). 
У 2016 році повернувся до України, де протягом двох років виступав у ФК «Миколаїв». У 2018 році виїхав до Канади, де підписав контракт з клубом Канадської футбольної ліги «Юкрейн Юнайтед». Того ж року допоміг команді виграти Перший дивізіон.